# Лопес де Карденас, Гарсия
Гарсия Лопес де Карденас (исп. García López de Cárdenas; I половина XVI века) — испанский конкистадор, исследователь юго-западных территорий современных США, первый европеец, в поисках баснословных семи городов Сиволы открывший, среди прочего, Большой каньон.

## Биография
Родился около 1500 года в г. Льерена, Королевство Кастилия и Леон. Сын испанского дворянина. По закону первородства не мог рассчитывать на наследство. Был комендадором в Каравака-де-ла-Крус. Женился на донье Анне де Мендоса, дочери испанского графа, и дальнего родственника наместника.
Участник экспедиции Франси́ско Ва́скес де Корона́до, искавшей сказочные богатства Семи городов Сиболы, расположенных в стране народа зуни, обитавшего на территории нынешних Нью-Мексико и Аризоны. Возможно, источником этих слухов были легенды об Ацтлане.
25 августа 1540 года, вскоре после того, как экспедиция достигла территории, населённой народом племени зуни, Гарсия де Карденас во главе горстки солдат, был послан де Корона́до на запад с целью проверить правдивость сведений индейцев о большой реке.
В середине сентября, после 20-ти дней похода, отряд Гарсия достиг Большого каньона Колорадо в нынешней Аризоне. На глубине более 1,5 км они увидели русло реки Колорадо. Здесь, как пишет историк, они подошли к ущелью реки, «от края которого казалось, что до противоположной стороны должно быть около трёх или четырех лиг по воздуху». Следующий абзац является одним из самых ценных отрывков во всех описаниях, когда-либо помещённых на бумаге в отношении открытий в Северной Америке, поскольку он фиксирует первую попытку европейцев спуститься в самую грандиозную рану на земной поверхности в любой точке мира: «Они потратили три дня, пытаясь найти путь к реке, который сверху казался простым, хотя, по словам индейцев, это должна была быть половина лиги… Спуск оказался невозможным».
Его люди пробовали спуститься вниз каньона и добраться до воды (они страдали от жажды), но после 3-х дней безуспешных попыток, повернули на восток и присоединились в экспедиции Корона́до.
Примерно, в то же время, другой отряд экспедиции Корона́до, под командованием Эрнандо де Аларкона, исследовал реку от устья до Калифорнийского залива.
Гарсия де Карденас после окончания участия в экспедиции Корона́до, вернулся, по-видимому, в Испанию. Карденас был единственным членом экспедиции Коронадо, который впоследствии был признан виновным в военных преступлениях из-за его роли в жестокой войне против индейцев.
Стал первым европейцем, достигшим Гранд-Каньона. Следующим, через более чем 200 лет, был испанский миссионер Франсиско Гарсес, путешествующий по этим местам в 1776 г.